# Erich Brandenberger
Erich Brandenberger (ur. 15 lipca 1892 w Augsburgu, zm. 21 czerwca 1955 w Bonn) – niemiecki generał, uczestnik ataku na Związek Radziecki i ofensywy w Ardenach.

## Życiorys
Urodził się w rodzinie szklarza Józefa Brandenbergera. W czasie I wojny światowej służył w 27 Dywizji piechoty, osiągając stopień porucznika. Następnie od 1923 kontynuował służbę w Reichswerze. Po dojściu Hitlera do władzy w 1933 był oficerem sztabowym jednostek okręgu Hessen-Darmstadt (major). Na początku II wojny światowej pełnił funkcję szefa sztabu XXIII Korpusu Armijnego.
Od 21 lutego 1941 roku dowodził 8 Dywizją Pancerną z którą uczestniczył w ataku na Związek Radziecki. Następnie dowodził  XVII Korpusem Armijnym i XXIX Korpusem Armijnym. W listopadzie 1943 otrzymał nominację na generała wojsk pancernych. Za udział w walkach w 1944 otrzymał Krzyż Rycerski Żelaznego Krzyża wraz z Liśćmi Dębu. W grudniu podczas niemieckiej ofensywy w Ardenach dowodził 7 Armią, chroniącą lewe skrzydło nacierających sił pancernych. W marcu 1945 roku został odwołany ze stanowiska dowódcy 7 Armii pod zarzutem defetyzmu, jednak pod koniec wojny powierzono mu dowództwo 19 Armii. Z 19 Armią skapitulował 5 maja 1945 roku przed wojskami alianckimi w Innsbrucku.

## Ordery i odznaczenia
- Krzyż Honorowy[5]
- Krzyż Żelazny II Klasy (21.10.1914)[5]
- Krzyż Żelazny I Klasy (7.09.1916)[5]
- Odznaka za Służbę Wojskową[5]IV Klasy, III Klasy, II Klasy i I Klasy
- Medal Pamiątkowy 13 marca 1938[5]
- Okucie Ponownego Nadania Krzyża Żelaznego II Klasy (24.12.1939)[5]
- Okucie Ponownego Nadania Krzyża Żelaznego I Klasy (15.05.1940)[5]
- Deutsches Schutzwall-Ehrenzeichen (22.11.1940)[5]
- Krzyż Rycerski Krzyża Żelaznego (15.07.1941)[5]
- Liście Dębu do Krzyża Żelaznego (12.11.1943)[5]
- Wspomnienie w Wehrmachtbericht (18.02.1944)[5]
- Medal za Kampanię Zimową na Wschodzie 1941/1942[5]